# Hylocomiaceae
Bei den Hylocomiaceae handelt es sich um eine Familie der Moos-Ordnung Hypnales. Ihre Hauptverbreitung hat die Familie in der nördlichen Hemisphäre.

## Typische Merkmale
Es handelt sich meist um relative kräftige Moose, die locker verzweigt sind und oft große Rasen bilden können. Einige der häufigsten Wald- und Wiesenmoose befinden sich in dieser Familie.
Die Blattzellen der Moose dieser Familie sind stets sehr lang und schmal. Eine Mittelrippe fehlt den Blättern, dafür gibt es am Grunde eine sehr kurze doppelte oder einfache Rippe. Im Gegensatz zu den Hypnaceae sind die Zellen der Blattflügel nie besonders differenziert.

## Systematik
Die Familie enthält 15 Gattungen:
- Ctenidium
- Hageniella
- Hylocomiastrum
- Hylocomium
- Leptocladiella
- Leptohymenium
- Loeskeobryum
  - Loeskeobryum brevirostre
- Macrothamnium
- Meteoriella
- Neodolichomitra
- Orontobryum
- Pleurozium
  - Rotstängelmoos (Pleurozium schreberi)
- Puiggariopsis
- Rhytidiadelphus
- Rhytidiopsis

Von diesen Gattungen kommen Ctenidium, Hylocomium, Pleurozium und Rhytidiadelphus auch in Europa vor.